# Роббі Педен
Роббі Педен (англ. Robbie Peden; 11 листопада 1973) — австралійський професійний боксер, чемпіон світу за версією IBF (2005) у другій напівлегкій вазі.

## Аматорська кар'єра
На Олімпійських іграх 1992 в категорії до 51 кг переміг Марті О'Доннелла (Канада) і Ясіна Шейха (Алжир), а у чвертьфіналі програв майбутньому чемпіону Чхве Чхоль Су (Північна Корея) — 11-25.
На Іграх Співдружності 1994, здобувши чотири перемоги, завоював золоту медаль в категорії до 54 кг.
На Олімпійських іграх 1996 в категорії до 57 кг переміг Мухаммеда Ашик (Марокко) і програв Серафіму Тодорову (Болгарія) — 8-20.

## Професіональна кар'єра
1996 року дебютував на професійному рингу. Впродовж 1996—1999 років провів 15 переможних боїв.
5 березня 2000 року переміг Карлоса Ріоса (Аргентина) і завоював титул NABF у другій напівлегкій вазі.
25 червня 2000 року програв одностайним рішенням в елімінаторі IBF у другій напівлегкій вазі Джону Брауну (США), зазнавши першої поразки.
В наступному бою проти Едгара Барсенаса (Мексика) 21 жовтня 2000 року завоював титул NABF у напівлегкій вазі.
9 березня 2002 року в елімінаторі IBF у напівлегкій вазі програв Хуану Мануель Маркесу (Мексика) технічним рішенням в десятому раунді.
7 серпня 2003 року завоював вакантний титул IBF USBA у другій напівлегкій вазі. 14 березня 2004 року в елімінаторі IBF у другій напівлегкій вазі переміг нокаутом в п'ятому раунді Нейта Кемпбелла (США) і став обов'язковим претендентом для чемпіона IBF Еріка Моралеса (Мексика). Однак Моралес відмовився битися з Педеном, віддавши перевагу бою з Марко Антоніо Баррера (Мексика), за що був позбавлений титулу IBF, і 23 лютого 2005 року в бою за вакантний титул IBF у другій напівлегкій вазі знов зустрілися Роббі Педен і Нейт Кемпбелл. Австралієць знов здобув перемогу нокаутом у восьмому раунді і став новим чемпіоном IBF.
17 вересня 2005 року Педен зустрівся в об'єднавчому бою з чемпіоном WBC Марко Антоніо Баррера (Мексика) і програв одностайним рішенням, втративши звання чемпіона.